# Diodoros van Tyros
Diodoros van Tyros (Oudgrieks: Διόδωρος) was een Grieks peripatetisch filosoof uit de 2e eeuw v.Chr.
Diodoros was een leerling en volgeling van Kritolaos en volgde hem op als hoofd van de Peripatetische School in Athene.
Cicero vernoemt Diodoros veelvuldig in zijn werk ( de Orat. i. 11, Tusc. v. 30, de Fin. ii. 6, 11, iv. 18, v. 5, 8, 25, Acad. ii. 42). Uit de passages blijkt dat hij aan hem niet de status van authentieke peripateticus wil toekennen. Een van Diodoros' ethische stellingnames was namelijk dat het Hoogste Goed bestaat uit een combinatie van de deugd met een afwezigheid van pijn. Hiermee poogt hij de stoïcijnse leer te verzoenen met die van de epicureëers. Ook Clemens van Alexandrië verwijst naar Diodoros in diens Stromata (i. p. 301, ii. p. 415.).

## Referentie
- E. Elder, art. Diodorus (17), in W. Smith (ed.), A dictionary of Greek and Roman biography and mythology, I, Boston, 1867, pp. 1017.

- Gemeinsame Normdatei: 102390851
- Virtual International Authority File: 49613947
- WorldCat: E39PBJgCJw4BCXDbKRD9FVcF8C